# Claude Lelouch
Pour les articles homonymes, voir Lelouch.
Claude Lelouch, né le 30 octobre 1937 à Paris 9e, est un réalisateur, producteur, scénariste et cadreur français.
Alors qu'il commence sa carrière au début de la Nouvelle Vague, s'il en épouse certains principes (tournages légers, économie proche de l'artisanat, soin apporté à l'improvisation et à la recherche d'une certaine véracité), son nom reste rarement associé au mouvement. Après plusieurs films passés plutôt inaperçus,  il rencontre le succès en 1965 avec Une fille et des fusils, puis enchaîne l'année suivante avec Un homme et une femme, qui lui apporte la reconnaissance tant en France qu'à l'étranger. Les années 1980 et 1990 le voient produire et réaliser de grandes fresques romanesques et des épopées sentimentales, aux formes amples, ouvertes et chorales (Les Uns et les Autres, Partir, revenir, Il y a des jours... et des lunes, La Belle Histoire, Les Misérables), qu'il alterne avec des marivaudages résolument optimistes, plus légers dans leur forme et leur propos (Tout ça… pour ça !, Le Courage d'aimer, Un plus une). Son style tourbillonnant, son inclinaison pour le lyrisme, voire l'emphase, ne font pas l'unanimité et la critique - contre laquelle il gardera une rancœur tenace - lui reproche souvent sa superficialité et son mauvais goût foutraque. Collectionnant les succès autant que les échecs, Lelouch poursuit son œuvre jusqu'aux années 2020. 
Il a notamment reçu l'Oscar du meilleur film en langue étrangère pour Un homme et une femme, le Golden Globe du meilleur film étranger et le grand prix du cinéma français pour Vivre pour vivre, et a été nommé deux fois aux César : une première fois en 1982 pour le César du meilleur film pour Les Uns et les Autres et une seconde fois en 2002 pour le César du meilleur film de l'Union européenne pour 11'09"01 - September 11.

## Biographie

### Origines familiales
Claude Barruck Joseph Lelouch est le fils de Simon Lelouch, né en 1904 à Alger (alors dans le département d'Alger), et d'Eugénie Abeilard, née en 1911 à Ifs (département du Calvados), dont le mariage a lieu en août 1933.
Simon, issu de la communauté des juifs d'Algérie (« indigènes israélites d'Algérie », naturalisés français en 1870 par le décret Crémieux), s'est installé à Paris où il est confectionneur dans le quartier du Sentier. Eugénie se convertit au judaïsme avant de l'épouser.

### La Seconde Guerre mondiale
À la suite de la déclaration de guerre de la France à l'Allemagne (3 septembre 1939), la famille s'installe par prudence, le temps du conflit, en Algérie française. Mais, en 1942, Eugénie Lelouch décide malgré l'avis défavorable de Simon, de revenir avec Claude à Nice, où sa sœur s'apprête à accoucher.
En novembre 1942, ils se retrouvent pris au piège en zone libre, qui, à la suite du débarquement allié en Afrique du Nord, est à son tour occupée par les Allemands ou, en ce qui concerne les Alpes-Maritimes, par les Italiens. Les liaisons sont donc interrompues entre la France et l'Algérie. En septembre 1943, l'Italie signe l'armistice avec les Alliés et évacue sa zone d'occupation en France où les soldats italiens sont remplacés par des Allemands.
Dès lors, repérés par la police comme juifs, ils sont traqués par la Gestapo. Ne pouvant mettre Claude à l'école, sa mère le cache pendant la journée dans des salles de cinéma où, totalement fasciné, il ne se lasse pas de regarder plusieurs fois de suite le même film. Naît ainsi une grande histoire d’amour avec le cinéma.

### Formation et débuts dans le cinéma comme reporter
Après la guerre, il fait des études secondaires, mais échoue au baccalauréat.
Son père lui offre alors une caméra pour lui donner la possibilité de commencer sa vie en tant que caméraman d'actualité. Il commence sa carrière en tournant des reportages (Une ville pas comme les autres, USA en vrac, etc.).
Il est un des premiers à filmer la vie quotidienne en URSS, avec une caméra cachée sous son imperméable. Pendant son séjour en URSS, il assiste aux studios Mosfilm au tournage d'un film qui va lui donner le goût de la mise en scène, Quand passent les cigognes de Mikhaïl Kalatozov : « J’ai su dès ce jour-là que la caméra était l’acteur invisible, mais principal de tous les films de l’histoire du cinéma et en particulier de tous mes films. ».
Quand il rentre de Moscou, encore sous le choc de Quand passent les cigognes, il est appelé à effectuer son service militaire. Grâce au reportage tourné en Russie, il est affecté au service cinématographique des armées. Il tourne d’abord comme caméraman d'actualités, puis comme metteur en scène. Il réalise sept films pour l'armée. C’est là qu’il comprend, en filmant des gens qui ne sont pas de bons acteurs (des officiers ou des soldats), à quel point la direction d’acteur est capitale dans le cinéma.
Le reportage tourné en URSS, Quand le rideau se lève, lui permet de gagner assez d'argent pour créer une société de production, Les Films 13. Il continue cependant des reportages, notamment en filmant beaucoup de manifestations sportives, comme le Tour de France ou les 24 Heures du Mans.

### Carrière au cinéma

#### Les années 1960:Un homme et une femme

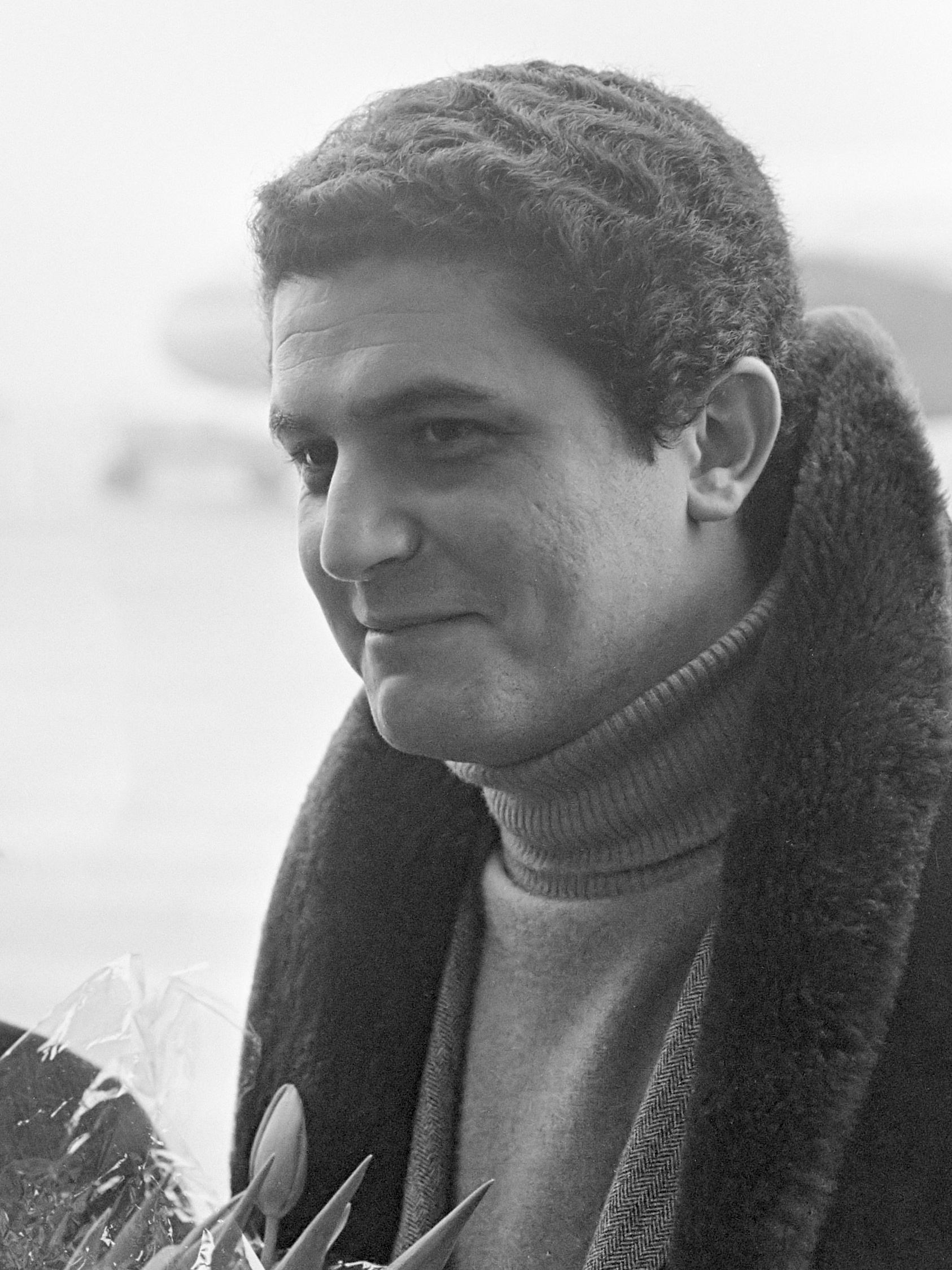
Claude Lelouch en 1966.

En 1960, il se lance donc dans la production de son premier long-métrage, autoproduit, Le Propre de l'homme. Il dit lui-même avoir commis toutes les erreurs que l’on pouvait faire sur un premier film… Tellement d’erreurs que la critique dans les Cahiers du cinéma commençait ainsi : « Claude Lelouch, retenez bien ce nom, vous n'en entendrez plus jamais parler ». Le film est refusé par les distributeurs et sera projeté au Cinéma d'Essai, sans aucun succès. S'ajoute à cet échec le décès de son père, quatre semaines après la première projection désastreuse du film, à laquelle ses parents ont assisté.
La même année, il fonde sa société de production, qu’il souhaite appeler Les Films de l’Apocalypse mais le notaire, effaré par cette raison sociale, lui propose autre chose « écoutez, nous sommes le 13 du mois, il est 13 heures, et je viens de m’apercevoir que Claude Lelouch comptait 13 lettres… Est-ce que vous avez quelque chose contre le chiffre 13 ? » La société s’appellera donc Les Films 13.
Pour remonter la pente, il se retrouve réalisateur de scopitones, l’ancêtre du clip. Il met ainsi en images une centaine de chansons, parmi les plus populaires de l’époque. Lelouch fait tourner Johnny Hallyday, Sylvie Vartan, Jeanne Moreau, Claude Nougaro, Dalida, Claude François, Les Chats Sauvages, Danyel Gérard - Sherry avec Mike Shannon -… et dit avoir appris, pendant cette expérience, la force de la musique dans un film.
En 1962, L'Amour avec des si, film enlevé et très imaginatif pour certains, retient l'attention de la critique suédoise, mais le film reste un échec commercial. L’année d’après, il réalise un film de commande : La Femme spectacle, censuré pour ses jugements misogynes. Le film sera remonté. Il avoue que c’est le film dont il a le plus honte : « J’ai trahi ce que j’aimais le plus au monde : les femmes, et le cinéma. »
En 1963, il réalise plusieurs scopitones de Sheila, dont celui du tube interprété par cette chanteuse L'école est finie, filmé dans une cour d'école, qui a un franc succès.
En 1964, Une fille et des fusils, tourné en trois semaines avec une bande de copains (dont Amidou, Pierre Barouh et Jean-Pierre Kalfon, d'un an jour pour jour son cadet, qu'il fera tourner dans six films), trouve un premier public. Après ce petit succès, il enchaîne avec Les Grands Moments : « La suite de Une fille et des fusils qui n’avait pas besoin de suite », ironise-t-il. Lorsqu’il comprend que ce dernier film ne sortira jamais, Lelouch, déprimé, part pour Deauville. Lorsque le jour se lève, face à la mer, au volant de sa voiture, il entrevoit une jeune femme et son enfant sur la grève. C’est en s’avançant très lentement vers eux qu’il tente de reconstituer et de savoir ce que cette femme est venue faire si tôt sur cette plage. Le scénario de Un homme et une femme est en train de naître. Lelouch, enthousiaste, repart et écrit le début du scénario.
Il a du mal à réunir des fonds pour faire son film, surtout après ses échecs précédents. Jean-Louis Trintignant est confiant en ce jeune homme dynamique qu’il considère comme le meilleur directeur d’acteur avec qui il a pu travailler.
En mai 1966, Un homme et une femme est intégré in extremis à la sélection cannoise alors que la liste était close. Son film partage la Palme d'or avec Ces messieurs dames de Pietro Germi, et marque le début d'une remarquable ascension dans le monde du cinéma pour ce jeune homme de vingt-neuf ans.
Après Un homme et une femme, il croule sous les propositions, notamment pour réaliser à Hollywood. Le soir même de la cérémonie des Oscars, Lelouch clame son envie de continuer à faire des films en France : « J’ai refusé toutes les propositions qu’on m’avait faites. J’ai voulu, quoi qu’il arrive, aller au bout de la petite idée que j’avais du cinéma et qui fait que, de film en film, j’ai continué à aller à l’école. »
En 1966, il réalise un nouveau scopitone pour Sheila, celui de L'Heure de la sortie.
En 1967, après le succès mondial de Un homme et une femme, il prépare un nouveau film, Vivre pour vivre, qui raconte une nouvelle fois l’histoire d'un couple, mais un couple fragile, au bord du divorce. Il y fait tourner Yves Montand, et Annie Girardot. Pendant le tournage, il tombe amoureux de la comédienne avec qui il vivra une histoire d’amour, gardée longtemps secrète.
Vivre pour vivre récolte de nombreux prix, dont le Grand Prix du Cinéma Français, et le Golden Globe du meilleur film étranger. On lui demande alors de réaliser le documentaire officiel des Jeux Olympiques de Grenoble en 1968. Ce film, Treize Jours en France, sélectionné pour le Festival de Cannes, n'a pas été projeté à cause des événements de mai 1968 qui perturbent le festival.
La même année, Lelouch se lance dans un sujet épineux pour l’époque avec La Vie, l'Amour, la Mort, un plaidoyer contre la peine de mort, avec Amidou, Caroline Cellier et Marcel Bozzuffi.
En 1968, il réalise un dernier scopitone pour Sheila : Petite fille de français moyen et quitte la maison de disques Carrère, qui l'employait.
En 1969, il retrouve Annie Girardot pour Un homme qui me plaît avec Jean-Paul Belmondo, Marcel Bozzuffi et Farrah Fawcett. Après avoir filmé un couple en reconstruction, un autre en destruction, Lelouch a envie de filmer une « parenthèse ». Une actrice et un compositeur qui se rencontrent pendant un tournage aux États-Unis. Une vraie passion, mais qui ne peut pas durer. Le film est un échec, mais aujourd’hui, il est pour certains un film important. Jean Dujardin cite Un homme qui me plaît parmi ses films préférés : « Je le revois tous les six mois. Pas parce qu'il y a Belmondo… Enfin si, mais aussi parce qu'il y a Annie Girardot. Ce film, que Lelouch est parti tourner à Los Angeles avec seulement un bout d'idée, m'a hypnotisé par sa fraîcheur et sa liberté. Une phrase revient souvent sur Lelouch : « Il ne raconte pas grand-chose, mais il le fait tellement bien. » Ce film en est l'exemple parfait, j'adore ! »

#### Les années 1970:L'Aventure, c'est l'aventure
En 1970, pour son film Le Voyou, Claude Lelouch fait appel à Jean-Louis Trintignant et lui offre, pour la première fois, un rôle qui n’est pas seulement romantique. Il y fait aussi tourner Charles Denner : « Rencontrer Charles Denner et tourner avec lui, c’est plus qu’une récompense ! C’est une consécration ! Il ne jouait jamais. Il vivait littéralement chaque scène comme dans un état second, habité jusqu’à la folie par son personnage. »
En 1971, il décide de réaliser un tout petit film avec une nouvelle caméra 16 mm. Avec ses amis Amidou, Charles Gérard, Francis Lai, Catherine Allégret et son chef-opérateur Jean Collomb, il réalise Smic, Smac, Smoc pour moins de 200 000 francs. Pendant ce temps, il prépare un film qui fera date dans sa filmographie : L'aventure c'est l'aventure.
1972 : Lino Ventura, Jacques Brel, Charles Denner, Charles Gérard et Aldo Maccione sont les héros de L'aventure c'est l'aventure « Au moment où j’ai fait L'aventure c'est l'aventure, les affrontements idéologiques étaient à leur apogée. Mai 1968 avait réduit le fossé entre le patron et les ouvriers. Jamais la France n’avait été aussi politisée. Je voulais filmer cette confusion qui, au fond, me faisait rire. Je voulais montrer à quel point les intellos mélangent tout. Ils sont séduits par n’importe quel discours si l’orateur a du charisme. J’avais envie de faire intervenir des voyous qui n’ont rien à cirer de rien, mais qui se servent de la politique pour faire de l’argent. ». Le film est un succès et deviendra un film culte.
« Quand on a goûté à du Lino Ventura on ne peut plus s’en passer[réf. nécessaire]. » En 1973, il lui écrit un rôle sur mesure avec La Bonne Année. La rencontre improbable entre un truand macho, généreux et peu cultivé, et une intellectuelle très romantique et surtout très libérée, interprétée par Françoise Fabian. « La Bonne Année est l’un des films dont Lino était le plus fier. Pour le dernier plan, il ne savait pas de quel côté aller. Il était très emmerdé car il ne pouvait pas admettre qu’un homme puisse pardonner à une femme qui l’avait trompé. Lino n’était pas au courant de l’épilogue. Et il ne savait pas qu’il s’agissait du dernier plan. Je lui ai dit : “Je vais te filmer et tu vas te poser la question de savoir si tu lui pardonnes ou pas. Maintenant que tu sais ce dont parle le film, laisse-toi porter !” J’ai filmé un vrai Ventura. Il est passé par toutes les phases. On se dit qu’il pardonne quand même, mais du bout des lèvres. Et qu’il le fera payer… C’était le plan préféré de Stanley Kubrick… »
Sydney Pollack a confirmé ce point lors de la sortie du film de Kubrick Eyes Wide Shut en 1999 : 
« L'un de ses films préférés était La Bonne Année de Claude Lelouch, qui est aussi l'un des miens. Stanley en était si excité qu'il s'en est procuré une copie et l'a fait voir à Tom Cruise. »
En 1974, il enchaîne avec Toute une vie avec Marthe Keller, André Dussollier, Charles Denner, Gilbert Bécaud et Marie-Pierre de Gérando, puis Mariage avec Bulle Ogier et Rufus.
L'année d'après, il fera tourner Michèle Morgan, l'actrice dont Lelouch rêvait, dans Le Chat et la Souris avec Serge Reggiani. Ensemble, ils tournent une scène d'anthologie dans laquelle Michèle Morgan se prend d'un fou rire après avoir trouvé un clou dans un gâteau. La même année, Claude Lelouch réalise Le Bon et les Méchants avec Marlène Jobert, Jacques Dutronc, Bruno Cremer, Brigitte Fossey et Jacques Villeret.
En 1976, il retrouve Anouk Aimée, dix ans après Un homme et une femme, et tourne pour la première fois avec Catherine Deneuve dans Si c'était à refaire. Cette même année, il a l'idée de tourner un court-métrage avec les restes de pellicule du tournage de Si c'était à refaire… « Depuis longtemps, je voulais raconter l'histoire d'un type en retard à un rendez-vous qui commet plein d'infractions pour arriver à l'heure. J'ai suggéré à mon opérateur l'idée d'un plan séquence, la caméra accompagnant un type qui a rendez-vous à Montmartre avec une fille. Comme il est à la bourre, il traverse Paris à toute allure, en grillant les stops et les feux rouges. » Ce court-métrage, C'était un rendez-vous, continue encore aujourd'hui à circuler sur la toile.
1977 : Lelouch part tourner aux États-Unis Un autre homme, une autre chance avec James Caan et Geneviève Bujold « J'avais envie de tourner un western, mais je le voulais réaliste. J'aime le western. Les studios souhaitaient que je fasse un jour un film américain. J'ai voulu jouer le jeu du metteur en scène à l'américaine, mais avec la French touch. Un autre homme, une autre chance est un film que j'aime beaucoup, mais qui présente quelques longueurs. ».
En 1978, il retrouve Charles Denner et Jacques Villeret pour Robert et Robert : « Je sentais que Jacques Villeret allait devenir une immense vedette. Je voulais raconter comment un type aussi timide que lui pouvait se transformer. Nous pouvions dîner ensemble sans qu'il dise un mot, les yeux baissés en permanence. Villeret avait peur de tout. Il ne croyait pas en lui. J'étais conscient que les grandes pointures ne se repèrent pas toujours immédiatement. Ce n'est qu'à la fin du film, pendant le mariage, qu'il se révèle être un conteur hors pair. A star is born… C'est d'ailleurs en interprétant le rôle de Robert qu'il recevra son premier César. ».
1979 : Retrouvailles avec Jacques Dutronc et Catherine Deneuve pour À nous deux, un film qui ne convainc toujours pas le réalisateur aujourd'hui :
« J'aimais beaucoup le couple Dutronc/ Deneuve. Je me disais que l'union de la désinvolture et du cynisme d'un côté, et de la beauté et de la méfiance de l'autre, correspondait bien à l'époque du film… J'étais triste le dernier jour de tournage. Jusqu'au dernier jour, j'ai espéré. Je me suis dit que je n'avais pas bien fait mon métier de metteur en scène car je n'avais pas réussi à obtenir des comédiens LA scène… celle qui reste dans les annales. J'espérais une scène de folie… ».
Il s’entoure de comédiens « en passe de devenir ses amis », « qui ne pensent pas qu'à leur rôle, et ont la pudeur de ne montrer d'eux que ce qu'ils ont de bon ». C’est la fameuse « bande à Lelouch » (Charles Gérard, Jacques Villeret, Francis Huster, Anouk Aimée, Audrey Dana, Marie-Pierre de Gérando, etc.).

#### Les années 1980:Itinéraire d'un enfant gâté
À nous deux est un échec. Il décide de tout miser sur un nouveau projet : Les Uns et les Autres qu'il considère alors comme son film le plus personnel.
Le film est un succès. « 13 ans après Un homme et une femme, je me retrouve avec Les Uns et les Autres une nouvelle fois en compétition au Festival de Cannes. Et là, je vais pouvoir mesurer l’immense fossé qu’il y a entre le public et la critique, en tous les cas en ce qui concerne mes films. Si la critique a ricané sur moi autant que sur Béjart, le public qui a toujours une âme d’enfant, lui, a follement applaudi ce film. En 1966, la Palme d’or des spécialistes, en 1981, la Palme d’or du public. Les deux sont très agréables, et je souhaite à tout cinéaste de connaître ces deux délices. »
En 1982, il s’apprête à tourner son nouveau film Édith et Marcel, sur l’histoire d’amour d’Édith Piaf et Marcel Cerdan, avec Évelyne Bouix et Patrick Dewaere. À la suite de la mort de Dewaere, Lelouch pense annuler le tournage de ce film, le reporte, puis le tourne finalement plus tard avec le fils de Marcel Cerdan. « Marcel Cerdan Jr a peut-être donné au film une authenticité que je n’attendais pas. Mais ce que je n’attendais surtout pas, c’est le terrible échec commercial de ce film… »
En 1984, il réalise Viva la vie, un film dont l'idée lui vient en tête la nuit de la sortie désastreuse du film Édith et Marcel : Viva la vie, qui réunit Charlotte Rampling, Michel Piccoli, Jean-Louis Trintignant, Évelyne Bouix, Charles Aznavour, Anouk Aimée, Charles Gérard et Myriam Boyer, surprend et déconcerte.
En 1985, sort sur les écrans Partir, revenir, avec Annie Girardot, Jean-Louis Trintignant, Richard Anconina, Évelyne Bouix, Michel Piccoli et Françoise Fabian. Un film qui superpose les époques avec une narration éclatée… le tout dirigé par le concerto pour piano de Rachmaninov, pour être constamment dans l’émotion. Arrive dans ce film une idée qui évoluera peu à peu dans l’esprit de Lelouch et dans ses films : le thème de la réincarnation.
En 1986, il réalise Un homme et une femme : Vingt ans déjà. Anouk Aimée et Jean-Louis Trintignant forment à nouveau le couple mythique de Un homme et une femme. Il considère cette suite comme une erreur de sa part.
L'année d'après, ayant fait trop compliqué avec Un homme et une femme : Vingt ans déjà, Lelouch décide de faire simple pour son nouveau film Attention bandits ! avec Jean Yanne, Patrick Bruel, et Marie-Sophie L. : « C’est un film formellement apaisé, structuré, carré. J’aurais presque dû le faire en noir et blanc. Attention bandits ! est effectivement très linéaire. »
« Malgré le succès d’Attention bandits !, je me suis bizarrement senti une nouvelle fois au creux de la vague, de toutes les vagues… » Il va, sans s'y attendre, tirer de cette dépression un des plus grands succès de sa carrière : Itinéraire d'un enfant gâté. Tourné aux quatre coins du monde, Itinéraire d'un enfant gâté réunit à l’écran Jean-Paul Belmondo, Richard Anconina, Marie-Sophie L. et Lio : « Avec ce film, on va faire le tour du monde, tourner dans des endroits de rêve et paradoxalement, la scène dont tout le monde se souviendra a été tournée à Paris dans une chambre de bonne (ce fameux face à face entre Jean-Paul et Richard), ce qui montre une fois de plus qu’au cinéma, le plaisir, le rire et les larmes n’ont rien à voir avec l’argent. »

#### Les années 1990:Tout ça... pour ça!
Il y a des jours... et des lunes avec notamment Gérard Lanvin, Patrick Chesnais, Vincent Lindon, Annie Girardot, Marie-Sophie L., Jacques Gamblin, Gérard Darmon et Serge Reggiani sort en 1990 et c’est un nouveau succès. Il se lance alors dans le film ambitieux et mystique qu’il a en tête depuis longtemps La Belle Histoire avec Béatrice Dalle, Gérard Lanvin, Vincent Lindon, Marie-Sophie L., Patrick Chesnais, Paul Préboist, Isabelle Nanty, Amidou, Gérard Darmon et Anémone. « Ce film est né d’une utopie… C’est probablement mon film le plus fou sur l’amour, dans la mesure où je montre et essaye de démontrer qu’un homme et une femme qui croient se rencontrer en 1992 étaient déjà ensemble dans une autre vie, en n’ayant pas peur de friser le ridicule en mouillant Dieu, Jésus, et les fameuses abeilles d’Israël… Alors bien sûr, tout ça, c’est une fable, je ne peux rien prouver… mais c’est peut-être le film le plus déterminé sur mon intime conviction, totalement irrationnelle, sur la réincarnation… Je voudrais simplement remercier tous ceux qui des années après la sortie du film en ont finalement fait un succès et comme on dit aujourd’hui peut être un film culte ou à revoir. »
En 1993, il réalise Tout ça… pour ça ! avec Vincent Lindon, Marie-Sophie L., Gérard Darmon, Jacques Gamblin, Évelyne Bouix, Francis Huster, Fabrice Luchini et Alessandra Martines. « C'est vrai qu'en voyant l'accueil de La Belle Histoire je me suis dis : « Tout ça… pour ça ! ». J'étais dans une double tempête. Professionnelle et personnelle. Donc envie de rire à tout prix. J'ai relu les notes que je griffonne à longueur d'année : l'observation des couples a retenu mon attention. De ces notes se dégageait la difficulté de cohabiter avec un sexe de plus en plus opposé… Le film met en scène d'un côté des gens qui ont eu la chance d'aimer beaucoup, de multiplier les expériences amoureuses et qui essaient de se libérer encore davantage pour mieux s'aimer ; et de l'autre, trois personnages qui en sont restés à la préhistoire de l'amour, qui aiment comme on aimait au premier jour. Il est probable que le temps qui passe et ma rencontre avec Fabrice Luchini m'ont aidé à débloquer mes pudeurs personnelles. J'ai vraiment écrit son personnage en fonction de cette provocation qui le caractérise. » Fabrice Luchini obtient le César du meilleur second rôle.
Après Tout ça… pour ça !, il adapte librement le livre de Victor Hugo : Les Misérables, et retrouve à cette occasion Jean-Paul Belmondo. Pour cette transposition des Misérables au XXe siècle, nous retrouvons Michel Boujenah, Alessandra Martines, Annie Girardot, Clémentine Célarié, Philippe Léotard, Rufus, Ticky Holgado, Philippe Khorsand, Michaël Cohen, Darry Cowl, Nicole Croisille, Jean Marais et Micheline Presle. Le film obtient le Golden Globe du meilleur film étranger et le César de la meilleure actrice dans un second rôle pour Annie Girardot.
En 1996, il réalise Hommes, femmes, mode d'emploi. « J’avais rencontré un médecin qui m’avait parlé du rôle du mental dans une maladie : Le moral a un rôle à jouer ! Si vous vous mettez dans l’idée que vous êtes souffrant, les défenses auront tendance à tomber. En revanche, si vous indiquez à votre cerveau que l’attaque est bénigne et qu’il suffit de se battre, celui-ci pousserait l’assaut des maladies. Je me suis dit que ce serait formidable d’écrire un scénario qui prendrait en compte toutes ces données. Je ne pensais pas pour autant à faire un film médical, mais une comédie. J’ai tout de suite pensé à Bernard Tapie. Je voulais un peu jouer avec le feu. Comme le sujet portait sur l’arnaque, j’avais envie de faire appel à un quelqu’un qui en a la réputation pour être au plus près du personnage. Mais l’affaire a pris des proportions inouïes… Il est probable que je n’aurais pas entrepris le film si on m’avait prévenu du cirque qu’il allait engendrer… Messages de corbeaux, lettres anonymes disant que j'étais la honte du cinéma français… ». Ce film avec aussi Fabrice Luchini, Alessandra Martines, Pierre Arditi, Ticky Holgado, Caroline Cellier, Agnès Soral, Ophélie Winter, Antoine Dulery et Anouk Aimée réunit tout de même 1,3 million d'entrées en France et obtient le Petit Lion d'or à la Mostra de Venise.
Il revient en 1998 avec un film plus intimiste Hasards ou Coïncidences avec Alessandra Martines, Pierre Arditi, Marc Hollogne, Laurent Hilaire, Patrick Labbé et Geoffrey Holder. « J’avais envie de réaliser un film sur ce qui me fait le plus peur : apprendre la mort d’un de mes enfants ou de la femme que j’aime. C’était déjà l’un des thèmes périphériques de La belle histoire. Je voulais filmer cet instant infilmable mais surtout montrer comment on peut remonter la pente. Comment continuer à vivre quand on a tout perdu ? Je suis fier de l’avoir fait… Le film n’a pas perdu d’argent. Il a été amorti, alors que l’échec public est absolu. Je crois que c’est un film qui s’adresse aux croyants de la vie ». Alessandra Martines reçoit un prix d’interprétation au Festival international du film de Chicago.

#### Les années 2000:Roman de gare

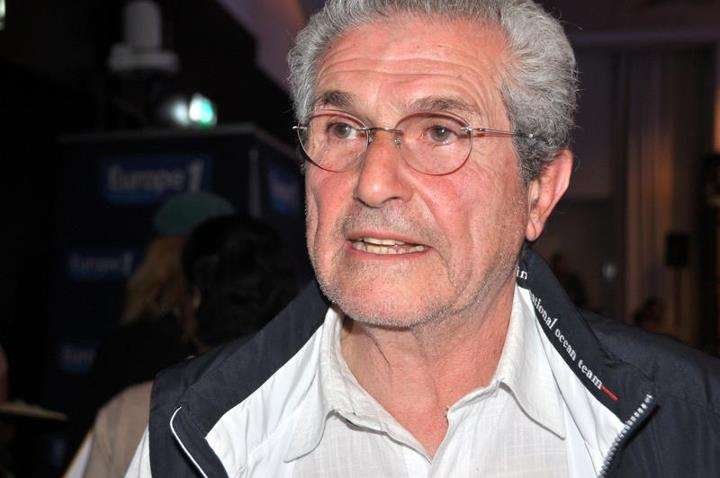
Claude Lelouch au festival de Cannes 2012.

Dans les années 2000, il enchaîne quatre films : Une pour toutes, And now ladies & gentlemen, Les Parisiens et Le courage d’aimer qui cumule seulement 69 726 entrées. Ce dernier film, Le courage d’aimer, est un remaniement des Parisiens et du film qui aurait dû être sa suite (Le Bonheur, c'est mieux que la vie) dans un projet de trilogie avorté « Le genre humain »).
« Je vais connaître une vraie traversée du désert. Mes derniers films ont désorienté mon public. Et si le vrai coupable c’était moi ? Avec Une pour toutes, je me suis rendu compte que le film était déséquilibré. J’ai ôté des éléments. J’ai été obligé de faire des sacrifices qui ont occasionné des trous dans le récit. À la réflexion, je pense que je suis un peu passé à côté du film. J’aurais dû traiter le sujet de façon plus grave… Avec Ladies & gentlemen… À la vérité, je suis déçu par le film. Certains de mes films ont bien vieilli, d’autres moins. Celui-là s’est d’autant plus vite usé qu’il est récent. »
« En 2006, j'ai eu envie, comme un magicien de faire un ultime tour de passe-passe, l'idée saugrenue de faire un film sous un pseudonyme… Je me suis souvenu du merveilleux pied de nez de Romain Gary au monde des lettres lorsqu'il a écrit La vie devant soi sous le pseudonyme d'Emile Ajar. Lui aussi, à un moment donné, s'était senti meurtri. J’avais le sentiment que mes films n’intéressaient plus personne… On s’est tous lancé dans cette énorme supercherie et j’ai demandé à mon meilleur ami de jouer le rôle du metteur en scène… et petit à petit, s’est fait Roman de gare ».
Roman de gare sort en juin 2007. Il retrouve un certain succès auprès des critiques et du public. Il révèle aussi Audrey Dana, qui sera nommée pour le César du meilleur espoir féminin pour son rôle d’Huguette aux côtés de Dominique Pinon, Fanny Ardant, Zinedine Soualem, Michèle Bernier et Myriam Boyer. Le film est un échec en salles avec seulement 340 584 entrées.
En 2010, il retrouve Audrey Dana pour Ces amours-là, une fresque musicale, avec Laurent Couson, Raphaël, Samuel Labarthe, Jacky Ido, Gilles Lemaire, Dominique Pinon, Liane Foly, Zinedine Soualem et Anouk Aimée.

#### Les années 2010:Un plus une

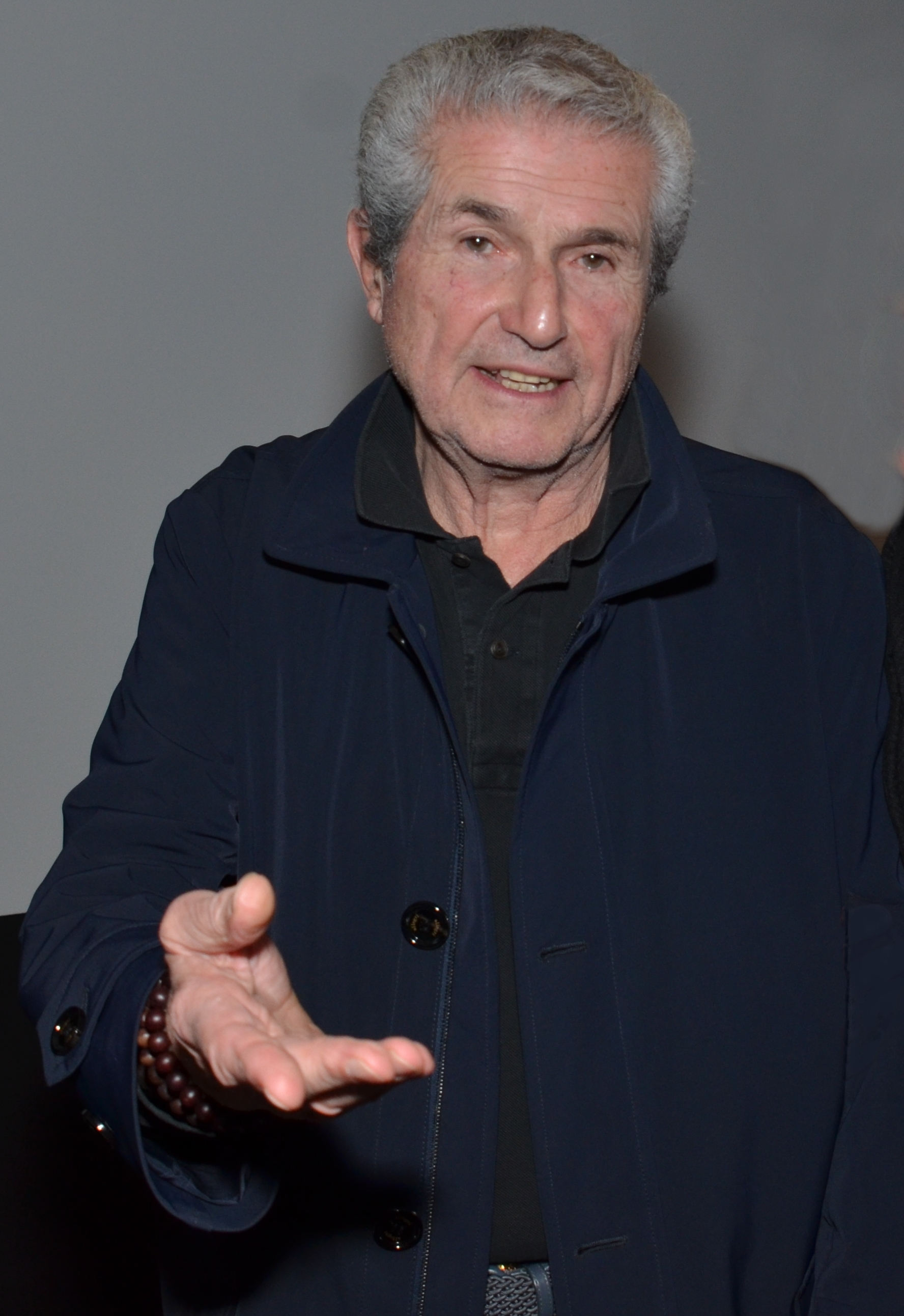
Claude Lelouch au festival du film britannique de Dinard 2016.

En 2011, alors que Les Films 13 fêtent leurs 50 ans, Il fait le bilan de sa carrière dans un autoportrait traversant tous ses films, intitulé D'un film à l'autre : « D'un film à l'autre est plus qu’une suite d’extraits de films, d’interviews et de making-of (dont certains ont une indéniable valeur historique, comme celui de Un homme et une femme ou les derniers instants de Patrick Dewaere). C’est aussi et surtout la confession d’un auteur qui commente son œuvre et sa vie en toute objectivité. Il nous parle des uns, des autres, des hommes, des femmes, de ses succès aussi retentissants que ses échecs, de sa vie privée si étroitement liée à sa vie de cinéaste. »
En juillet 2012, il est le réalisateur d'honneur du Festival « Un réalisateur dans la ville », à Nîmes. Accompagné entre autres de Robert Hossein et Dominique Pinon, il présente cinq de ses films pendant une semaine, dans les jardins de la Fontaine. À cette occasion, il annonce le titre de ses trois prochains films : Les Bandits manchots avec Jean-Paul Belmondo, Salaud, on t'aime et L'Intime conviction. Les Bandits manchots ne sera finalement pas produit du fait de la santé précaire de Belmondo (son dernier rôle dans Un homme et son chien, en 2008, fut très décrié principalement par son état affaibli).
Lelouch revient en 2014 avec Salaud, on t'aime, une comédie dramatique tournée avec Johnny Hallyday (qui a précédemment tourné avec Lelouch dans L'aventure c'est l'aventure) et Eddy Mitchell. Le film rassemble 347 889 spectateurs en France.
En 2015, il signe la préface d'un ouvrage entièrement consacré au comédien Aldo Maccione : Aldo Maccione, la classe ! (éditions Christian Navarro). Il tourne ensuite Un plus une avec Jean Dujardin et Elsa Zylberstein.
Il fonde également à Beaune en Côte d'Or (21), les Ateliers du Cinéma, un lieu de transmission de sa passion du Cinéma à des jeunes ayant les mêmes centres d'intérêts que lui.
En janvier 2016, il préside le jury du 23e Festival de Gérardmer. En octobre, il préside le jury du 27e Festival de Dinard.
Début décembre 2017, il filme en gros plans plusieurs autres participants célèbres debout en première ligne, extérieurs et préalable aux obsèques de son ami Johnny Hallyday près de l'église parisienne de La Madeleine, dont Line Renaud qui paraît gênée.
En janvier 2018, il se fait voler l'unique scénario de son futur film Oui et Non.
Il fait sortir le 22 mai 2019 son film Les Plus Belles Années d'une vie, troisième opus de la série Un homme et une femme de 1966 et Un homme et une femme : Vingt ans déjà de 1986, avec Anouk Aimée et Jean-Louis Trintignant ; le film est présenté en sélection officielle hors compétition du Festival de Cannes. C'est un nouvel échec pour le réalisateur, avec seulement 194 179 entrées.

#### Les années 2020:L'amour c'est mieux que la vie

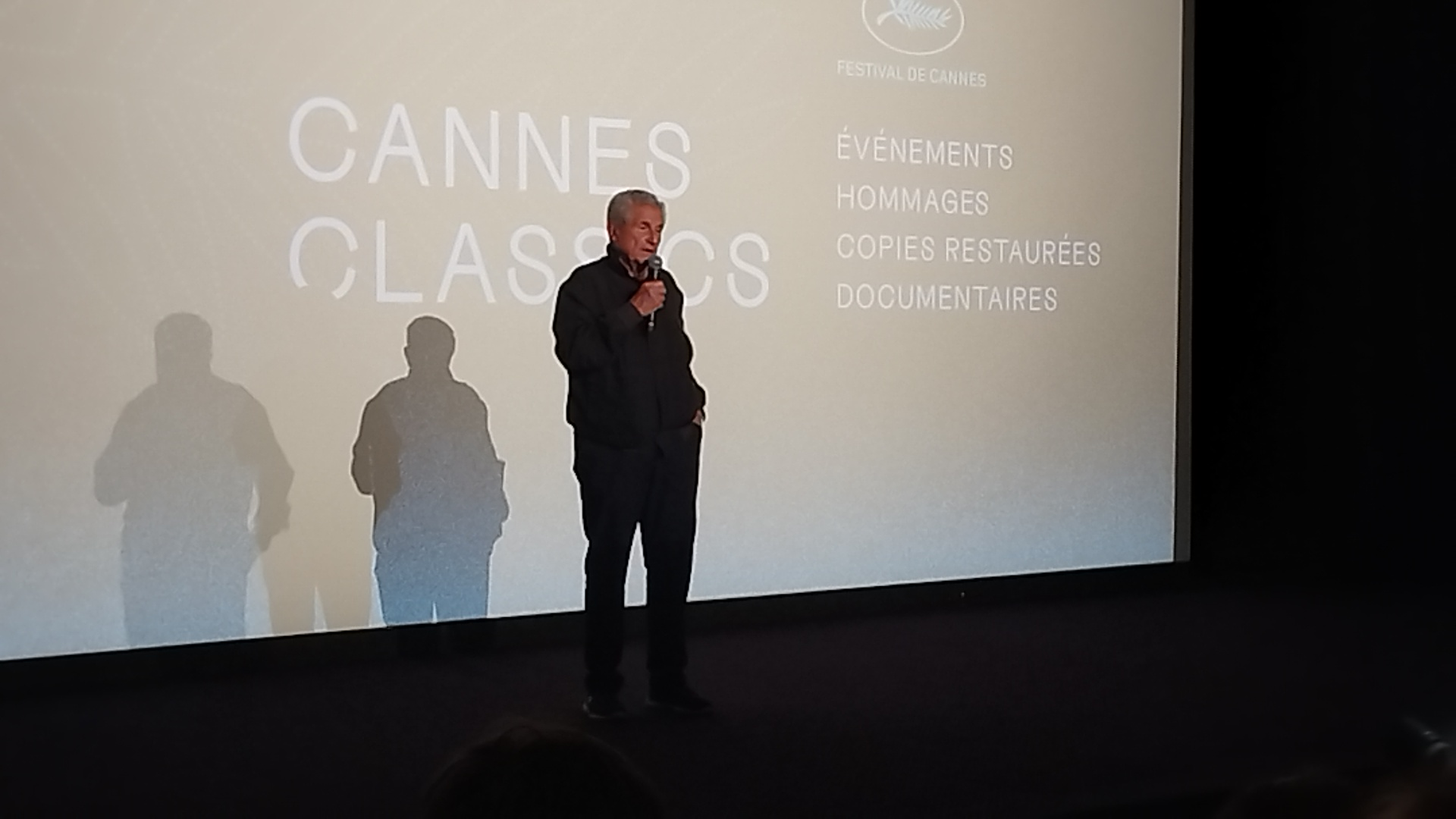
Claude Lelouch présentant Visions of Eight au festival de Cannes en mai 2022.

En juillet 2020, il fait partie des 45 administrateurs de l'Académie des César.
À la suite du décès de Jean-Paul Belmondo survenu en septembre 2021, Il annonce que le projet de film qu'il avait envisagé de faire en 2013, sous le titre Les Bandits manchots, pourrait voir le jour : cette année-là, de nombreuses scènes avaient été tournées avec Belmondo, mais la suite du tournage a finalement été annulée en raison des problèmes de santé du comédien, et aussi de ceux de Charles Gérard qui participait également au film. Il n'est pas certain d'une éventuelle sortie de ce film, car il doit revoir les rushes des scènes tournées. À défaut, il pourrait sortir un documentaire intimiste sur ce film inachevé, qui devait être le dernier film de Jean-Paul Belmondo.
Le 19 janvier 2022 sort L'amour c'est mieux que la vie, cinquantième film du cinéaste et dans un premier temps annoncé comme son dernier. Il annonce néanmoins par la suite qu'il s'agira du premier volet d'une trilogie, dont le deuxième opus devait marquer le retour à l'écran de Jean-Louis Trintignant ; l'avancement du projet ralentit à la suite du décès du comédien survenu en juin 2022.
En 2022, il participe au long-métrage documentaire Patrick Dewaere, mon héros, d'Alexandre Moix dans lequel il témoigne au sujet du suicide de l'acteur en plein tournage : « J'ai vécu là le moment le plus terrible de ma vie de cinéaste. ».
Au printemps 2022, il ouvre pour la première fois à une caméra son bureau du Club 13, situé avenue Hoche (VIIIe), pour une émission de Catherine Ceylac dans laquelle il se confie sur son parcours et son destin.

### Vie privée
Claude Lelouch s'est marié quatre fois : avec Christine Cochet en 1967, Marie-Sophie L. en 1986, Alessandra Martines en 1995. Le 17 juin 2023, il épouse la romancière Valérie Perrin à la mairie du 18e arrondissement de Paris, avec qui il vit depuis 2006. Il a été le compagnon d'Annie Girardot et d'Évelyne Bouix.
Il est le père de sept enfants dont les prénoms commencent par la lettre S : Simon, né en 1969 de son mariage avec Christine Cochet ; Sarah (1976), avec le mannequin Gunilla Friden ; Salomé (1983) dont la mère est la comédienne Évelyne Bouix ; Sabaya (née en 1987), Sachka (né en 1989) et Shaya (née en 1992), fruits de ses amours avec Marie-Sophie L. entre 1985 et 1992 ; et enfin Stella (1998), née de son mariage avec Alessandra Martines,,,,.

En janvier 2014, il rencontre en Inde Mata Amritanandamayi (dite Amma) et obtient son darshan. Il déclare à ce sujet : 

« Je pense que les cinquante films que j'ai faits jusqu'à présent n'étaient juste qu'une préparation à celui auquel je me prépare et qui traitera de l'Inde et d'Amma. Recevoir le darshan d'Amma a été plus touchant que de gagner mes Oscars et la Palme d'or. Ce jour est probablement le jour le plus important dans mes 76 années de vie. »

## Les étapes

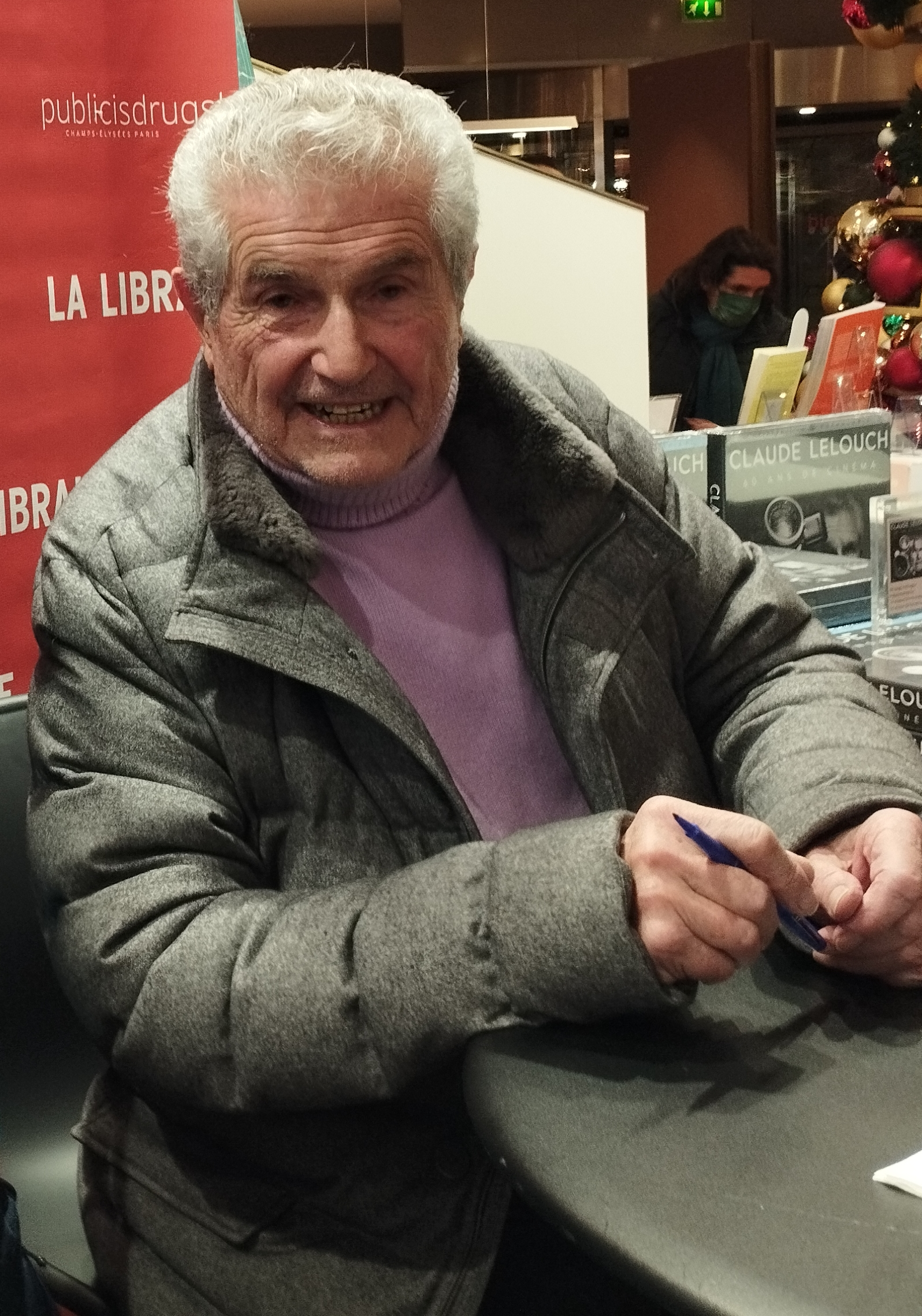
Claude Lelouch lors d'une séance de dédicace à la librairie Publicis Drugstore, en décembre 2022.

Lelouch divise sa filmographie en plusieurs étapes :

« Il y a eu des virages, des films pivots, qui ont orienté mon travail dans de nouvelles directions :

- La première borne fut de toute évidence Un homme et une femme. Ce film m’apporte succès et notoriété. C’est une étape décisive dans une carrière.

- Le deuxième tournant vient avec Les Uns et les Autres. Auparavant, il me semblait que deux destins suffisaient pour bâtir un récit. Avec Les Uns et les Autres, je me lance dans les films choraux. Nous sommes tous interdépendants. Je vais m’attacher à illustrer cette idée. Je trace un trait horizontal avec ce film. Avec La Belle Histoire, je trace un trait vertical. L’histoire de chacun ne commence pas au jour de sa naissance, mais des siècles et des siècles en amont, et elle se poursuivra des siècles après lui. Le destin individuel s’inscrit dans une longue chaîne. Notre histoire est la fin ou le début d’une autre, en tout cas c’est un fragment d’une fresque beaucoup plus vaste.

Dans ce deuxième tournant, ses scénarios sont plus étoffés, ses histoires se densifient et les flashbacks, jusqu'ici proposés sur le mode presque exclusif de l'aller-retour dans le temps, se mêlent et s'enchaînent de manière plus complexe. Les Uns et les Autres semble être le véritable coup d'envoi de ce nouveau type de cinéma que Lelouch pratiquera par la suite. Partir, revenir ou Les Misérables en sont de parfaits exemples. Il ne s'agit plus d'improvisation élevée au rang de technique de tournage.

- Le troisième tournant de ma filmographie, plus technique, intervient avec le tournage d’Itinéraire d'un enfant gâté. Je découvre que la direction d’acteurs ne peut être efficace que si l’on tourne à plusieurs caméras. Tourner avec une seule caméra ne permet pas de tirer le maximum d’un comédien. Itinéraire d'un enfant gâté est à mon sens le film dans lequel je dirige le mieux les comédiens. Pour la première fois j’utilise systématiquement deux, voire trois caméras.

- Enfin avec Roman de gare, mon objectif est d’épurer au maximum le scénario. Ne pas perdre de vue l’essentiel. L’essentiel est essentiel ! »

## Collaboration avec Francis Lai
Il rencontre Francis Lai grâce à un ami commun, Pierre Barouh, en 1965. Il était alors jeune réalisateur et préparait le tournage de son film Les Grands Moments. Un an plus tard, alors que Lelouch tourne Un homme et une femme, Francis Lai en écrit la musique. Les thèmes du film, interprétés par Nicole Croisille et Pierre Barouh, feront le tour du monde. Le thème principal sera un succès unique dans le cinéma français, avec près de 300 versions différentes chantées dans le monde entier.
Ils collaboreront ensuite avec Vivre pour vivre, L'aventure c'est l'aventure, Les Uns et les Autres, ou encore Itinéraire d'un enfant gâté. Entre 1966 et 2018, année de décès du compositeur (Les Plus Belles Années d'une vie, où est entendue sa dernière composition, sortira un an plus tard), Francis Lai a collaboré à 35 films de Claude Lelouch.

## Politique
En 1989, il est présent sur la liste de Simone Veil, tête de liste centriste, aux élections européennes.
En 2012, il soutient la candidature de Nicolas Sarkozy à l'élection présidentielle.
À l'élection présidentielle française de 2022, il soutient la candidature d'Emmanuel Macron.

## Filmographie

### 1957-1959
- 1957 : USA en vrac (noir et blanc, 15 min)
- 1957 : Une ville pas comme les autres (couleur, 12 min)
- 1957 : Quand le rideau se lève (noir et blanc, 50 min)
- 1959 : La Guerre du silence (noir et blanc, 36 min, réalisé pour le service cinématographique des armées)

### Années 1960
- 1960 : Elle conduit , film promotionnel pour la voiture Aronde de Simca . Durée 35 min, format 16 mm.
- 1960 : Le propre de l’homme (Inédit. Copies détruites par Claude Lelouch.)
- 1961 : La Vie de château (inachevé)
- 1962 : L'Amour avec des si
- 1963 : La Femme spectacle
- 1964 : 24 heures d'amant (noir et blanc, 18 min)
- 1964 : Une fille et des fusils
- 1964 : Bruyères corrèziennes (clip musical de l'accordéoniste Jean Ségurel)
- 1965 : Les Grands Moments
- 1966 : … pour un maillot jaune (Court métrage sur le Tour de France. 35 minutes.)
- 1966 : Un homme et une femme
- 1967 : Vivre pour vivre
- 1967 : Loin du Vietnam (Documentaire, collectif)
- 1968 : Treize jours en France (Documentaire sur les Jeux olympiques de Grenoble, coréalisé avec François Reichenbach).
- 1968 : La Vie, l'Amour, la Mort
- 1969 : Un homme qui me plaît

### Années 1970
- 1970 : Le Voyou
- 1971 : Smic, Smac, Smoc
- 1972 : L'aventure c'est l'aventure
- 1972 : Les Huit Visions, segment Les Perdants
- 1973 : La Bonne Année
- 1974 : Toute une vie
- 1974 : Mariage
- 1975 : Le Chat et la Souris
- 1975 : Le Bon et les Méchants
- 1976 : Si c’était à refaire
- 1976 : C'était un rendez-vous, court-métrage
- 1977 : Un autre homme, une autre chance
- 1978 : Robert et Robert
- 1979 : À nous deux

### Années 1980
- 1981 : Les Uns et les Autres
- 1983 : Édith et Marcel
- 1984 : Viva la vie
- 1985 : Partir, revenir
- 1986 : Un homme et une femme : Vingt ans déjà
- 1987 : Attention bandits !
- 1988 : Itinéraire d'un enfant gâté

### Années 1990
- 1990 : Il y a des jours... et des lunes
- 1992 : La Belle Histoire
- 1993 : Tout ça… pour ça !
- 1994 : Les Misérables
- 1996 : Hommes, femmes, mode d'emploi
- 1998 : Hasards ou Coïncidences

### Années 2000
- 2000 : Une pour toutes
- 2002 : And Now... Ladies and Gentlemen
- 2002 : 11'09"01 - September 11 (collectif)
- 2004 : Les Parisiens
- 2005 : Le Courage d'aimer
- 2007 : Roman de gare (sous le pseudonyme d'Hervé Picard)
- 2007 : Chacun son cinéma (Segment Cinéma de Boulevard)

### Années 2010
- 2010 : Ces amours-là
- 2011 : D'un film à l'autre (documentaire)
- 2014 : Salaud, on t'aime
- 2015 : Un plus une
- 2017 : Chacun sa vie
- 2019 : Les Plus Belles Années d'une vie
- 2019 : La Vertu des impondérables

### Années 2020
- 2021 : L'amour c'est mieux que la vie
- 2022 : Tourner pour vivre (documentaire)
- 2024 : Finalement[49]

## Box office
| Film                        | Année | Entrées           |
| --------------------------- | ----- | ----------------- |
| Un homme et une femme       | 1966  | 4 269 209 entrées |
| L'aventure c'est l'aventure | 1972  | 3 815 477 entrées |
| Itinéraire d'un enfant gâté | 1988  | 3 254 397 entrées |
| Les Uns et les Autres       | 1981  | 3 234 549 entrées |
| Vivre pour vivre            | 1967  | 2 936 039 entrées |
| Le Voyou                    | 1970  | 2 431 305 entrées |

## Publications

### Entretiens
- Ces années-là : conversations avec Claude Baignères et Sylvie Perez, Fayard, 2008
- Avec Jean-Philippe Chatrier, Itinéraire d'un enfant très gâté, Robert Laffont, coll. « Vécu », 2000

### Bande dessinée
Tous les ouvrages avec Bernard Swysen au dessin.
- Toute une vie 1[50],[51],[52] (Sarah), 2004, Soleil Productions
- Toute une vie 2 (Simon), 2004, Soleil Productions
- Si Dieu le veut[53], 2008, Emmanuel Proust Éditeur
- L'aventure c'est l'aventure[54],[55], 2010, Bamboo Édition

### Autre
- Le Dictionnaire de ma vie, Kero, 2016

### Préface
- Gilles Botineau, Aldo Maccione, la classe !, Christian Navarro éditions, 2015

## Distinctions

### Décorations

#### Françaises
- Commandeur de l'ordre des Arts et des Lettres (1997)[56]
- Officier de la Légion d'honneur (promu le 14 juillet 2018)[57] ; chevalier en 2008[58]
- Commandeur de l'ordre national du Mérite[59] (promu le 3 juin 2023) ; chevalier en 2003

#### Étrangère
Belgique
- Commandeur de l'ordre de la Couronne « pour mérites artistiques » (2016)[60]

### Récompenses
- Festival de Cannes 1966 : Palme d'or pour Un homme et une femme
- Golden Globes 1967 : meilleur film étranger pour Un homme et une femme
- Oscars 1967 : meilleur scénario original et meilleur film étranger pour Un homme et une femme
- Golden Globes 1996 : meilleur film étranger pour Les Misérables
- Festival Jules Verne Aventures 2007 : Prix Jules Verne d'honneur pour 50 ans de carrière[61]
- Festival du premier film francophone de La Ciotat 2007 : Lumière d'honneur[62]
- Festival du film d'aventures de Valenciennes 2008 : Prix du producteur[63]
- Rencontres Internationales du Cinéma de Patrimoine 2009 : Prix Henri-Langlois[63]
- Festival international du film de Moscou 2010 : Prix spécial pour sa contribution exceptionnelle au cinéma mondial[64]
- Festival international du film de Transylvanie 2012 : Prix pour l'ensemble de sa carrière[63]
- Grand Prix de la SACD 2024

### Nominations et sélections
- Golden Globes 1967 : meilleur réalisateur pour Un homme et une femme
- Oscars 1967 : meilleur réalisateur pour Un homme et une femme
- BAFTA Awards 1968 : meilleur film pour Un homme et une femme
- Oscars 1968 : meilleur film étranger pour Vivre pour vivre
- Oscars 1976 : meilleur scénario original pour Toute une vie
- César 1982 : meilleur film pour Les Uns et les Autres
- BAFTA Awards 1996 : meilleur film étranger pour Les Misérables
- César 2003 : meilleur film de l'Union européenne pour 11'09"01 - September 11

### Sélections
- Festival de Cannes 1972 : L'aventure c'est l'aventure (sélection officielle, hors-compétition)
- Festival de Cannes 1973 : Visions of Eight (sélection officielle, hors-compétition)
- Festival de Cannes 1974 : Toute une vie (sélection officielle, hors-compétition)
- Festival de Cannes 1979 : A nous deux (sélection officielle, hors-compétition)
- Festival de Cannes 1981 : Les Uns et les Autres (sélection officielle, en compétition)
- Festival de Cannes 2002 : And Now... Ladies and Gentlemen (sélection officielle, hors-compétition)
- Festival du cinéma américain de Deauville 2004 : Les Parisiens (film d'ouverture, hors-compétition)
- Festival de Cannes 2007 : Chacun son cinéma (sélection officielle, hors-compétition)
- Festival de Cannes 2009 : projection de Loin du Vietnam dans la section Cannes Classics
- Festival international du film policier de Beaune 2010 : La Bonne Année (séance culte, hors-compétition)
- Rendez-Vous with French Cinema à New York 2011 : sélection de Ces amours-là et D'un film à l'autre
- Panorama du cinéma européen de Meyzieu 2011 : D'un film à l'autre (hors-compétition)
- Arras Film Festival 2011 : D'un film à l'autre (section Trésors du cinéma, hors-compétition)
- CoLCoA French Film Festival 2011 : CoLCoA Audience Award pour D'un film à l'autre
- Festival international du film policier de Beaune 2011 : D'un film à l'autre (hors-compétition)
- Festival international du film de La Rochelle 2012 : Hommage à Anouk Aimée dans Un homme et une femme
- Festival de Nîmes 2012, Un Réalisateur dans la Ville : projections de plusieurs films du réalisateur et masterclass autour D'un film à l'autre[65]

### Autres
- Élection à l'Académie Alphonse-Allais en 2013.
- Une voie de Villers-sur-Mer porte son nom[66].